# Atlantycka oscylacja wielodekadowa
Atlantycka oscylacja wielodekadowa, AMO (od ang. Atlantic multidecadal oscillation) – okresowe, naprzemienne występowanie dodatniej i ujemnej anomalii temperatury na powierzchni północnego Atlantyku, jeden z przejawów naturalnej zmienności klimatu. Jako że anomaliom temperatury na północnym Atlantyku towarzyszą anomalie o przeciwnym znaku na Atlantyku południowym, sumaryczny wpływ AMO na średnią temperaturę powierzchni Ziemi jest niewielki. 
Fazy oscylacji zmieniają się z okresem około 70 lat; w latach 1900–1930 oraz 1965–1995 występowała faza chłodna (ujemna anomalia temperatury północnego Atlantyku), a w latach 1930–1965 oraz po 1995 ciepła (dodatnia anomalia temperatury północnego Atlantyku). 
Mechanizm AMO nie jest jeszcze jednoznacznie opisany, prawdopodobnie jest on efektem współdziałania wielu zależnych od siebie zjawisk, jak zmiany nasilenia cyrkulacji termohalinowej, średniej prędkości wiatrów, transportu lodu z rejonu Arktyki na południe, zmiany zachmurzenia, przesuwanie się strefy opadów równikowych. 
Atlantycka oscylacja wielodekadowa wpływa regionalnie na klimat nad Atlantykiem oraz przylegającymi do niego kontynentami i jest powiązana z oscylacją północnoatlantycką.  